# Walter Rodríguez
Walter David Rodríguez Burgos  (Luque, Paraguay, 7 de octubre de 1995) es un futbolista italo-paraguayo, que juega como centrocampista. Actualmente milita en el 12 de Octubre de la Primera División de Paraguay.
Su posición natural es la de centrocampista defensivo, en la que se destaca por sus múltiples capacidades: anticipación, lectura del juego, excelente primer pase, buen desplazamiento de media distancia y su ascendencia natural de líder. De igual manera puede hacer las veces de defensa central.

## Trayectoria

### Inicios
A los 8 años se inició en la Escuela de Fútbol del Club 29 de Junio, luego pasó a la Escuela de Fútbol del Sportivo Luqueño en Luque, tiempo después se incorporó a las divisiones formativas del Sportivo Luqueño, en la sub-15, el Club Olimpia se interesó por él, pero el jugador decidió permanecer en el Sportivo Luqueño. Debido a su excelente desempeño fue llamado a jugar el Sudamericano sub-15 disputado en Bolivia. Desde ese momento, fue ascendiendo categorías, siendo capitán de todos los equipos inferiores.

### Sportivo Luqueño
Fue llamado para entrenar con el primer equipo a fines del 2013 a la corta edad de 17 años y formó parte del plantel principal hasta el Apertura del 2015. Debido a su notable juego despertó la atención de varios equipos Europeos, los cuales pusieron sus ojos en el joven volante paraguayo que con tan solo 18 años cumplidos fue a probar suerte en la Reggina italiana, dicho traspaso se vio frustrado por una sanción que recibió el club italiano por problemas con el fisco. 
Pero en el 2015 un grupo empresarial adquirió su ficha y lo llevó nuevamente al Calcio Italiano.

### Parma Calcio 1913
En la temporada 2015-2016 disputó más de 20 amistosos y 9 partidos oficiales entre el campeonato de la Serie D del Calcio Italiano y la Copa Italia Serie D. Con el Parma, logró coronarse campeón del Girone D de la Serie D, logrando de esta manera el ascenso a Lega Pro Serie C invictos con 94 puntos. En su primera temporada en Europa tuvo un rendimiento de menor a mayor, teniendo así mayor participación en el último tramo del campeonato, convirtiéndose en pieza fundamental para el equipo I Crociati.

### Club Nacional
Para la temporada 2016-2017, regresó al fútbol paraguayo fichando por el Club Nacional de Asunción. Con La Academia disputó un total de 17 partidos, entre el torneo local y la Copa Sudamericana.

### Deportivo Capiatá
En el 2018 fichó por el Deportivo Capiatá, en donde estuvo hasta finales de 2019. En el conjunto de Capiatá tuvo una regularidad destacada, convirtiéndose en un hombre importante dentro del 11 titular. Disputó un total de 55 partidos y anotó 4 goles.

### 12 de Octubre
Para inicios de 2020, se confirma el fichaje de Rodríguez con el 12 de Octubre Football Club. Con Los Tejedores disputó 7 partidos oficiales, y gracias a su buen desempeño despertó el interés de varios equipos a nivel nacional e internacional.

### Independiente Medellín
El 8 de agosto de 2020 se confirma el fichaje de Walter Rodríguez con el Independiente Medellín, teniendo así su segunda experiencia internacional en uno de los clubes más tradicionales del fútbol colombiano.

## Selección nacional

### Selección Paraguaya Sub-15
En 2009, Walter fue parte del seleccionado sub-15 que participó en el Sudamericano sub-15 que se llevó a cabo en Bolivia. Disputó 4 partidos como titular utilizando la camiseta número 6 y marcó 3 goles.

## Clubes
| Club                   | País     | Año         | Part | Goles |
| ---------------------- | -------- | ----------- | ---- | ----- |
| Sportivo Luqueño       | Paraguay | 2013 - 2015 | 3    | 0     |
| Parma Calcio 1913      | Italia   | 2015 - 2016 | 9    | 0     |
| Nacional               | Paraguay | 2016 - 2017 | 17   | 0     |
| Deportivo Capiatá      | Paraguay | 2018 - 2019 | 55   | 4     |
| 12 de Octubre          | Paraguay | 2020        | 7    | 0     |
| Independiente Medellín | Colombia | 2020        | 6    | 0     |
| 12 de Octubre          | Paraguay | 2021        | 0    | 0     |
| Total                  |          |             | 97   | 4     |

## Palmarés

### Campeonatos nacionales
| Título        | Club                   | País     | Año     |
| ------------- | ---------------------- | -------- | ------- |
| Serie D       | Parma Calcio 1913      | Italia   | 2015-16 |
| Copa Colombia | Independiente Medellín | Colombia | 2020    |